# Holomelina rubricosta
Holomelina rubricosta là một loài bướm đêm thuộc phân họ Arctiinae, họ Erebidae.